# Antiloco
Antiloco (in greco antico: Ἀντίλοχος?, Antílochos) è un personaggio della mitologia greca, figlio di Nestore (quindi il suo patronimico era Nestoride)  e di Anassibia, figlia a sua volta di Cratieo, o secondo altre leggende di Euridice.
Fu un valoroso guerriero acheo amico di Achille; nel suo affetto veniva subito dopo Patroclo.
(Menelao rivolto ad Antiloco prima dello scontro presso le navi achee; Iliade, libro XV, versi 569-571. Traduzione di Rosa Calzecchi Onesti)

## Il mito

### Giovinezza
Antiloco venne esposto sin da neonato sul monte Ida per volontà della madre, ma qui venne miracolosamente allattato da una cerbiatta. Essendo troppo giovane al tempo dello scoppio della guerra di Troia, egli non si imbarcò col padre durante la riunione ad Aulide, ma raggiunse gli Achei alcuni anni dopo, portando con sé da Pilo venti navi. Quando Nestore, adirato, scoprì che il figlio era giunto in Troade, Antiloco supplicò Achille di aiutarlo nel risolvere la questione. L'eroe riuscì a placare l'anziano re di Pilo, e infine presentò egli stesso il giovane Antiloco ad Agamennone.
Nestore venne a conoscenza di un oracolo che lo metteva in guardia dall'esporre Antiloco agli Etiopi, alleati dei Troiani; per evitare la sua morte, l'anziano re assegnò al figlio uno scudiero, Calcone, il quale, tuttavia, si rivelò inutile a causa del suo tradimento.

### Nella guerra di Troia
Bello, agile nella corsa e in battaglia, Antiloco si distinse fra i combattenti achei contro Troia, uccidendo numerosi avversari. Nell'Iliade di Omero, Antiloco è il primo ad abbattersi sui troiani, scagliando contro di loro la sua lancia. Colpì alla fronte Echepolo, un giovane eroe troiano, trapassandogliela. Più tardi, alla vista dell'uccisione di due forti eroi achei, per mano di Enea, Antiloco accompagnò Menelao nella sua vendetta. Scagliò una pietra contro il giovane Midone, l'auriga di Pilemene (capo dei Paflagoni), colpendolo al gomito. Poi balzò su di lui e lo uccise con un colpo di spada alla tempia. Dopodiché, salì sul cocchio delle vittime (Pilemene era stato ucciso da Menelao) e lo portò via come bottino.
Quando Ettore abbandonò la battaglia per tornare nella sua città, Antiloco uccise un altro troiano, Ablero, trafiggendolo con la lancia. Più tardi, nei combattimenti presso le navi, Poseidone, assunto l'aspetto di Calcante, l'indovino greco, incitò Antiloco insieme a tutti gli altri capi achei a respingere gli assalitori. Rinvigorito dalle sue parole, il giovane ritornò a combattere valorosamente e, quando Idomeneo uccise il giovane condottiero nemico Asio che aveva osato affrontarlo, Antiloco inseguì l'auriga della vittima e lo sventrò con un colpo di lancia, portandosi quindi via i suoi destrieri.

Nella battaglia che si tenne presso le navi achee con l'obiettivo da parte dei troiani di incendiarle per costringere i greci a ripartire subito, Antiloco osservò attentamente le mosse del nemico Toone, agile avversario, aspettò che si voltasse e gli recise con la spada la vena che corre lungo la schiena, così violentemente che la testa venne spiccata di netto e schizzò per aria insieme al sangue. Spogliò delle armi il caduto ma venne sorpreso dai nemici, che l'avrebbero sicuramente ucciso se non fosse intervenuto Poseidone salvandolo dalle loro lance. Solo la lancia di Adamante riuscì a fermare Antiloco, traforandogli però solo lo scudo. Allontanatosi per un certo tempo dalla battaglia, l'eroe vi ritornò uccidendo altri due guerrieri troiani, Falche e Mermero.
Più tardi, mentre si combatteva accanitamente tra le schiere per salvare o incendiare le navi degli Achei, Menelao spronò Antiloco per reagire al furioso attacco dei Troiani. Il figlio di Nestore si sollevò indignato, brandendo l'asta e palleggiandola davanti agli avversari. Mentre tutti fuggivano temendo la morte, l'eroe la scagliò, cogliendo al petto, vicino alla mammella, un fortissimo eroe troiano, figlio di Icetaone, Melanippo. Subito balzò sul suo cadavere per spogliarlo delle armi, ma quando vide Ettore correre verso di lui per vendicare il morto (che era suo cugino) si diede alla fuga. Antiloco uccise poi un giovane guerriero licio, Atimnio.
Alla morte di Patroclo, Menelao ordinò all'eroe di portare la notizia della sua morte ad Achille nella sua tenda.

#### La morte

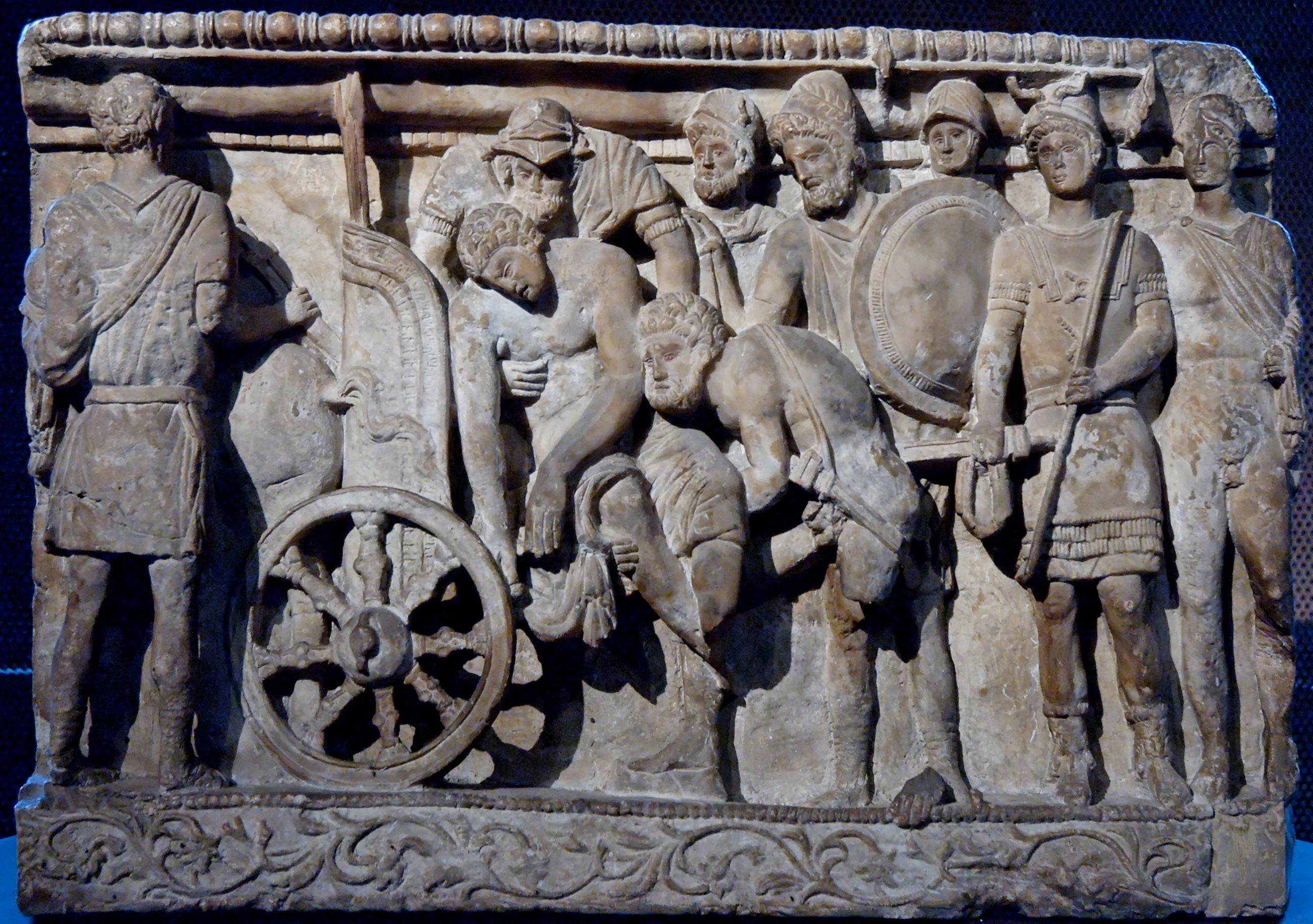
Il corpo di un giovane (secondo alcuni studiosi identificato con Antiloco) trasportato dai guerrieri achei. Urna etrusca in alabastro (del II secolo a.C.), da Volterra (Firenze, Museo archeologico nazionale).

In seguito, Antiloco combatté contro altri alleati dei Troiani, come le Amazzoni e gli Etiopi. Quando il re Priamo chiese aiuto al nipote Memnone, re degli Etiopi, questi subito giunse in Troade per venire in soccorso degli alleati. L'etiope si distinse in battaglia, uccidendo alcuni guerrieri nemici, fino a scontrarsi con Nestore che si trovava in un cocchio insieme al suo auriga. Memnone colpì dapprima il cavallo e poi il cocchiere. Nestore allora invocò l'aiuto del figlio Antiloco, il quale giunse appena in tempo per distrarre gli avversari dal padre e farlo fuggire. Tuttavia, Memnone avanzò per primo e gli attraversò il petto con un colpo di giavellotto, riuscendo anche ad impossessarsi del suo corpo. Il cadavere di Antiloco venne infatti spogliato dai nemici e sarebbe stato esposto ai cani se Achille non si fosse vendicato e lo avesse recuperato, uccidendo Memnone e disperdendo il suo esercito.  I resti di Antiloco e Memnone furono bruciati sulla stessa pira funeraria, come avveniva per i funerali eroici. Le ceneri dell'eroe greco furono infine chiuse nell'urna contenente le ceneri di Patroclo, dove in seguito furono portate quelle di Achille.
Secondo altre leggende, Antiloco cadde ucciso in combattimento da Ettore (anche se stranamente l'Iliade non fa riferimento a ciò) oppure caduto contemporaneamente ad Achille, trafitto da una fatale freccia di Paride.